# Friedberg (Hessen)
Friedberg is een gemeente in de Duitse deelstaat Hessen. Het is de Kreisstadt van de Wetteraukreis. De stad telt 29.477 inwoners.
In Friedberg staat het Wetterau-Museum dat ingaat op de regionale geschiedenis vanaf de prehistorie tot de stationering van Elvis Presley na de Tweede Wereldoorlog.

## Historie
Zie Rijksstad Friedberg
Altenstadt ·
Bad Nauheim ·
Bad Vilbel ·
Büdingen ·
Butzbach ·
Echzell ·
Florstadt ·
Friedberg (Hessen) ·
Gedern ·
Glauburg ·
Hirzenhain ·
Karben ·
Kefenrod ·
Limeshain ·
Münzenberg ·
Nidda ·
Niddatal ·
Ober-Mörlen ·
Ortenberg ·
Ranstadt ·
Reichelsheim (Wetterau) ·
Rockenberg ·
Rosbach v.d. Höhe ·
Wölfersheim ·
Wöllstadt